# 池田みかん
池田みかん（いけだみかん）は、温州みかんの1種である。池田温州みかん、池田温州とも呼ばれる。現在の大阪府池田市が主な栽培地であった。

## 概要
収穫したときは酸味が強いが、室（むろ）に貯蔵して熟成させると甘くなる晩生種であるため、12月中頃までに、実が青いうちに収穫され、室で熟成させて、翌年の2月もしくは3月頃に出荷されていた。皮が厚いという特徴をもつ。
池田みかんの全盛期は、明治から大正にかけてである。明治時代の後期には、池田市（当時は池田町）の池田茶臼山古墳の辺りから、渋谷および畑地域にかけての丘陵域に、みかんの畑が存在しており、池田みかんが主流であった。
大正時代になると、池田みかんに取って代わる形で、尾張温州が主に栽培されるようになり、池田みかんは、樹数・生産額ともに減少していった。大正から昭和にかけて、ルビー蝋虫が頻繁に流行したことも、池田みかんの減少に拍車をかけた。平成期には、ほとんど生産されなくなっていた。
2007年（平成19年）頃に大阪府立園芸高等学校によって池田みかんの研究・調査が開始された。調査によって、伊丹市の東野地区において池田みかんの苗木が生産されていたことや、温州みかんが原産地であるとされる鹿児島県から池田に伝わったことが判明した。2009年の秋には、池田市の畑地域で、池田みかんとされる古木13本が発見された。以降、池田みかんを復活させる取り組みが行われている。